# Каланча

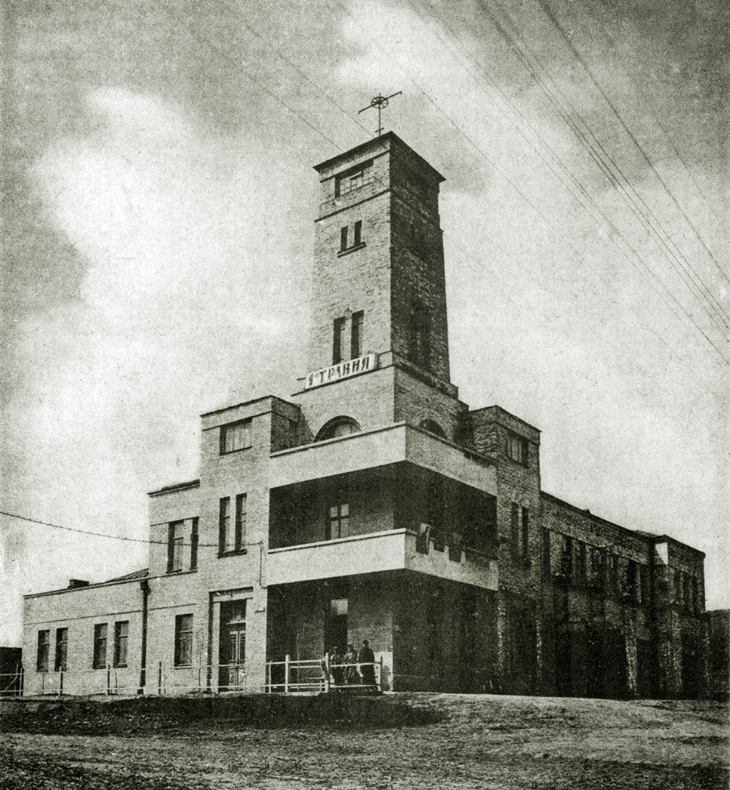
Пожежна каланча у Києві на вулиці Рибалка, 11 (1932)

 Каланча́ — наглядова вежа при пожежній (поліцейській) частині. Застаріле значення — дозорна (оборонна) вежа. Слово запозичене з тюркських мов: від *kala(n)ǯa (пор. тур. kale — «фортеця», крим. тат. kalä).

## Оборонні каланчі
У слов'янських мовах «каланчами» спочатку звали турецькі оборонні вежі; у XIX столітті слово застосовували і щодо кавказьких сторожових веж. Найбільш відомі в історії дві каланчі на протилежних берегах Дону на підходах до Азовської фортеці. Вежі були збудовані турками у 1640-х рр. після їхнього вигнання донськими козаками з Азова. 14 липня 1695 козацькі частини російської армії Петра І взяли каланчу приступом, але турки утримали саму фортецю і Петро мусив відступити. Наступного року Азов був узятий російськими військами (19 Липня 1696). Вдруге азовські каланчі захопив фельдмаршал Мініх 20 березня 1736 року, причому одна з веж здалася без бою.

## Пожежні каланчі
Пожежні каланчі в російських містах активно будувалися з початку XIX століття, після виходу указу Олександра I «Про складання з обивателів Москви повинності ставити пожежних служителів і про заснування в однієї пожежної команди» (31 травня 1804). Як правило, каланчі будували як двох-триповерхові будинки, при яких були організовані пожежні частини. Крім дозорної служби, каланчі використовували для сигналізації: вартові вивішували на них шкіряні сигнальні кулі в денний час або ліхтарі в нічний — їхня кількість і розташування оповіщали сусідні пожежні частини про розміри і місце виникнення пожежі.

## Галерея

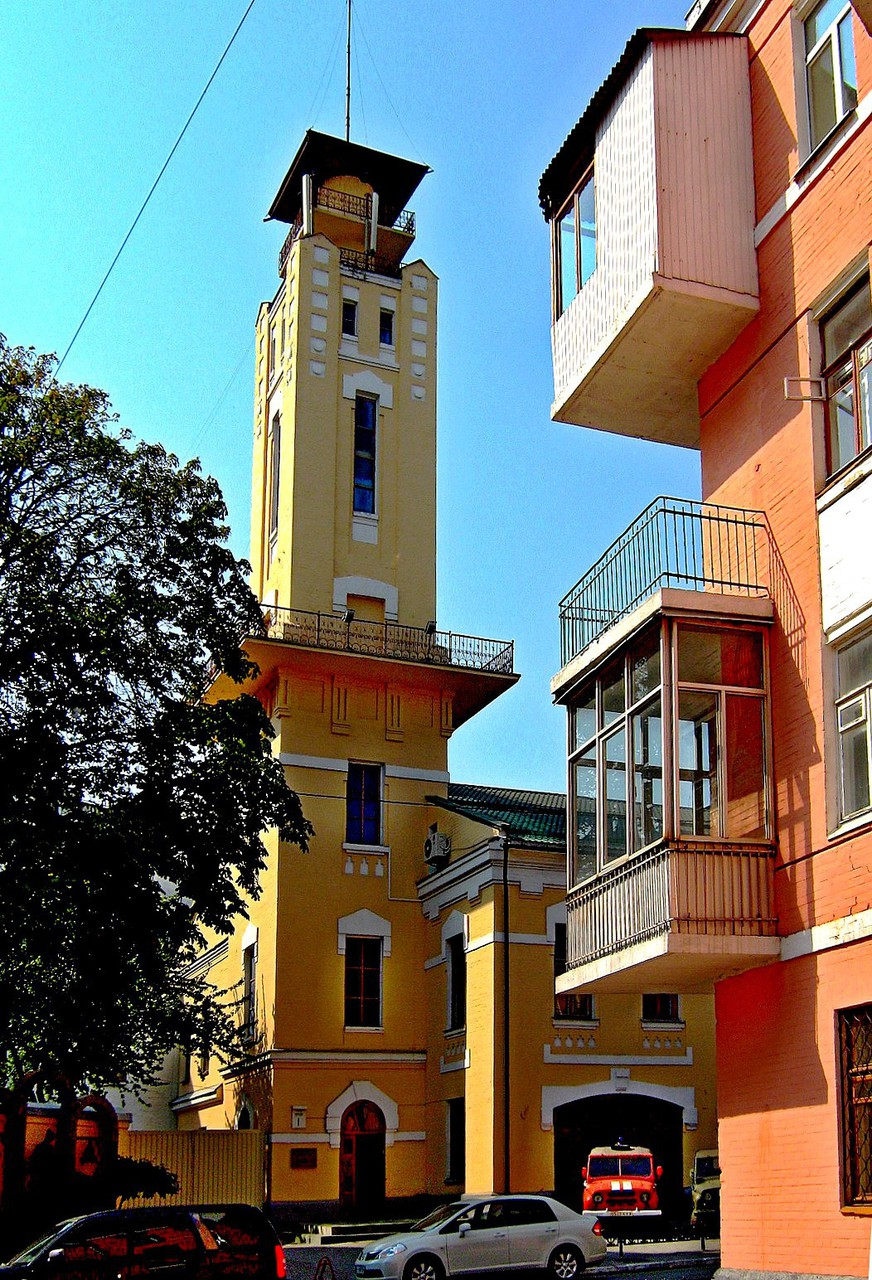
Каланча в Києві, провулок Хорива 1
Пожежна каланча у Полтаві
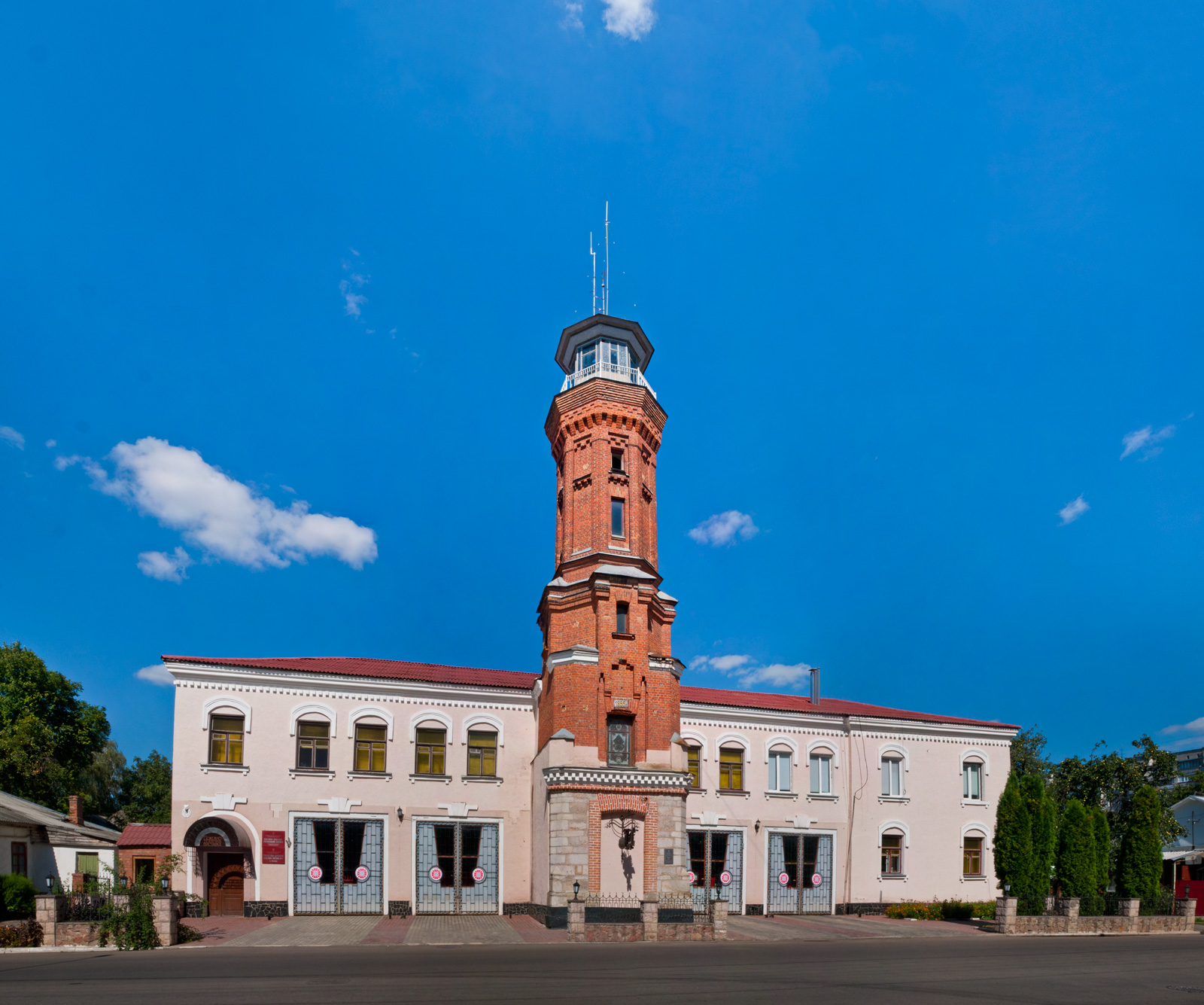
Пожежна каланча в Житомирі
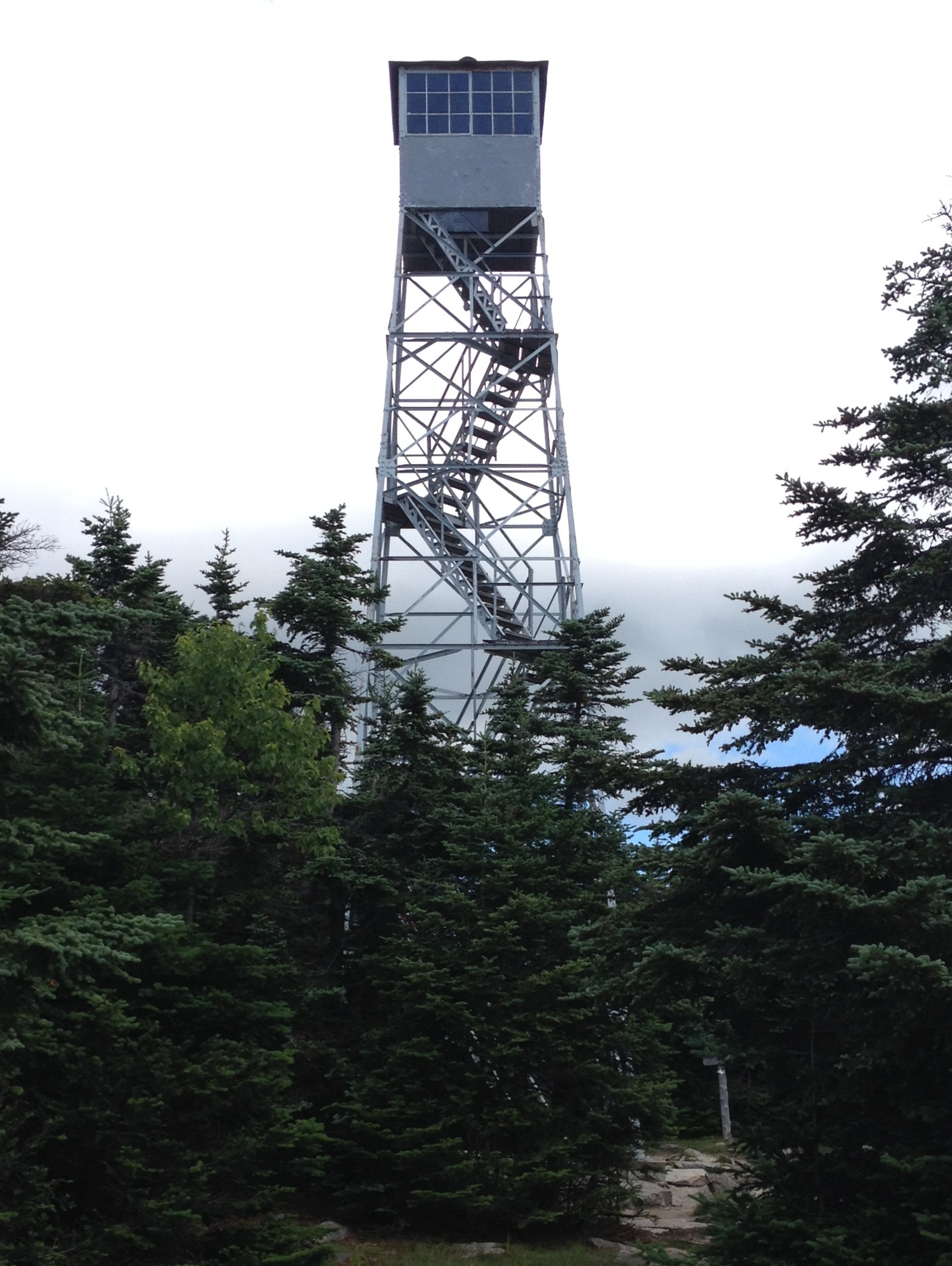
Дозірна вежа («каланча») на горі Стреттон, Вермонт, США
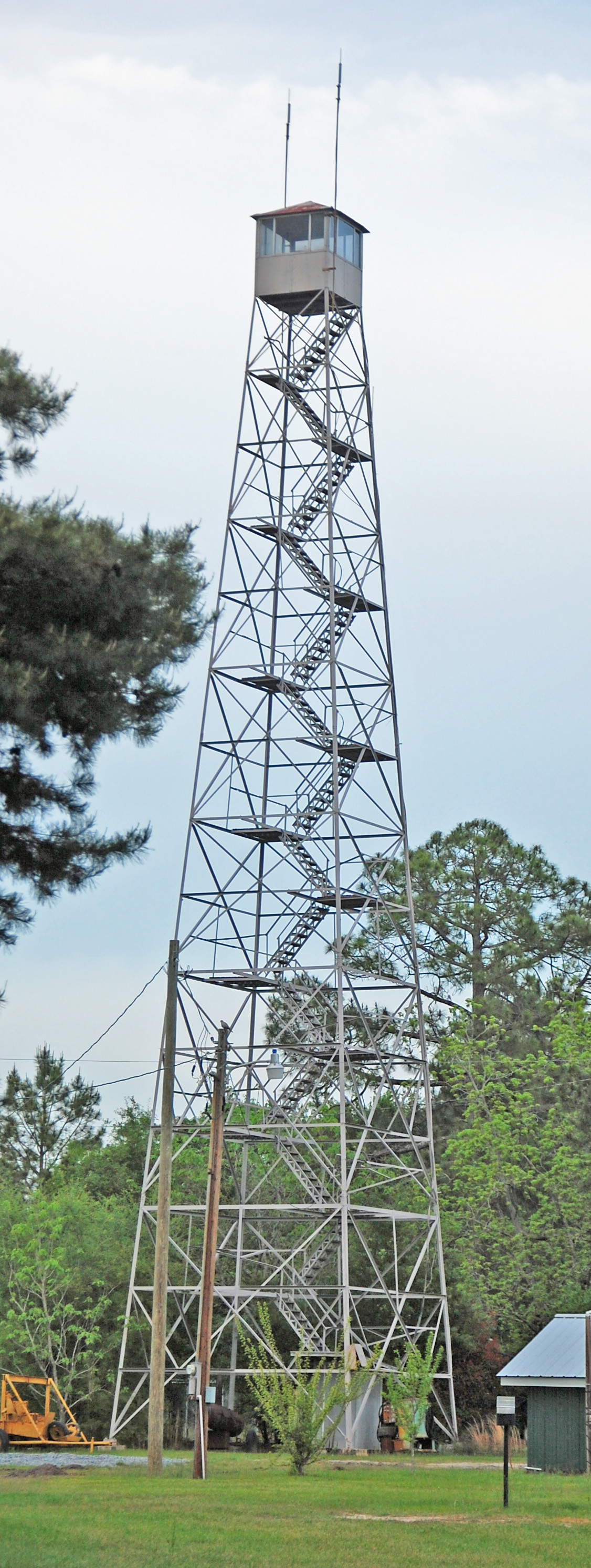
Каланча ґратчастої конструкції. Джорджія, США